# 劉繼禮
刘继礼（？—？），字公立，號又庭，四川叙州府宜宾县人，明朝政治人物。

## 生平
万历二十五年（1597年）丁酉科四川乡试舉人，三十二年（1604年），登甲辰科进士，户部觀政，授湖廣景陵县知县，三十七年改杭州府教授，三十九年升助教，四十年升刑部主事，乙四十三年升员外，四十四年終養，泰昌元年（1650年）起兵部車駕司员外，天启二年（1622年）升武库司郎中，四年升湖廣参政，六年升云南按察使，崇祯元年升右布政。